# 黃可師
黄可师，别號大年，浙江紹興府蕭山縣民籍。

## 生平
萬曆三十四年（1606年）丙午科順天府鄉試舉人，四十四年（1616年）丙辰科進士，禮部觀政，授行人，四十八年升南京刑部陕西司主事，天啓二年升郎中，三年升官黄州府知府，本年丁憂，卒。

## 家族
曾祖黄九皋，主事。祖黄世厚，嘉靖戊午應天舉人，官江夏知縣。父黄初元，上林苑署丞。叔父黄希元，天啓元年辛酉舉人。孫黄运泰，字開平，南明時官兵部车驾司郎中。